# Sapore italiano
Sapore italiano è un reality show culinario italiano, in onda dal 22 ottobre 2019 su Food Network.

## Il programma
Nel programma i conduttori Maddalena Fossati ed Emanuele Pollini viaggiano fuori dall'Italia alla ricerca dei migliori ristoranti con cucina all'italiana. I ristoranti presi in considerazione vengono sottoposti ad una valutazione al termine della quale vengono assegnati da 1 a 4 distintivi di eccellenza. I distintivi che possono essere assegnati sono: l'autenticità, lo stile, la tradizione e l'innovazione.